# Parafia Najświętszej Maryi Panny Królowej Polski w Siedliskach
Parafia Najświętszej Maryi Panny Królowej Polski w Siedliskach – parafia rzymskokatolicka znajdująca się w archidiecezji przemyskiej, w dekanacie Dynów.

## Historia
W 1929 roku do Siedliskach zbudowano drewniany kościół, przeniesiony z Dylągowej. W czasie II wojny światowej kościół został poważnie uszkodzony.  
15 grudnia 1947 roku dekretem bpa Franciszka Bardy została erygowana ekspozytura, z wydzielonego terytorium parafii Dylągowa. Na kościół parafialny zaadaptowano dawną cerkiew. W latach 70. XX wieku stary kościół rozebrano, a na jego miejscu założono cmentarz parafialny.
W 2000 roku podjęto decyzję o budowie murowanego kościoła. W 2001 roku poświęcono plac pod budowę kościoła. Po kilku latach budowy 23 listopada 2008 roku abp Józef Michalik poświęcił nowy kościół.
Na terenie parafii jest 942 wiernych (w tym: Siedliska – 370, Dąbrówka Starzeńska – 420, Huta Poręby – 152).
Proboszczowie parafii:
1948–?. ks. Marcin Pawul (ekspozyt z Dylągowej).
1951–1957. ks. Franciszek Woś (ekspozyt).
1957–1962. ks. Paweł Komborski (ekspozyt).
1965–?. ks. Tadeusz Walski (ekspozyt).
1979–1983. ks. Roman Adamik.
1983–2000. ks. Emil Stopa.
2000–2006. ks. Kazimierz Kawa.
2006–2018. ks. Kazimierz Piwowar.
2018– nadal ks. kan. Ryszard Krempowicz.

## Kościoły filialne
- Dąbrówka Starzeńska – W 1906 roku zbudowano murowaną kaplicę pw. św. Józefa. W latach 1983–1986 zbudowano murowany kościół filialny, według projektu architektów Krasnopolskiego, Wojdanowskiego i Barańskiego. W 1986 roku bp Ignacy Tokarczuk poświęcił kościół pw. Matki Bożej Częstochowskiej[3].
- Huta Poręby – Początkowo msze święte odprawiano w remizie strażackiej. W latach 1993–1998 zbudowano murowany kościół filialny pw. Dobrego Pasterza. 18 listopada 2001 roku abp Józef Michalik dokonał konsekracji kościoła.

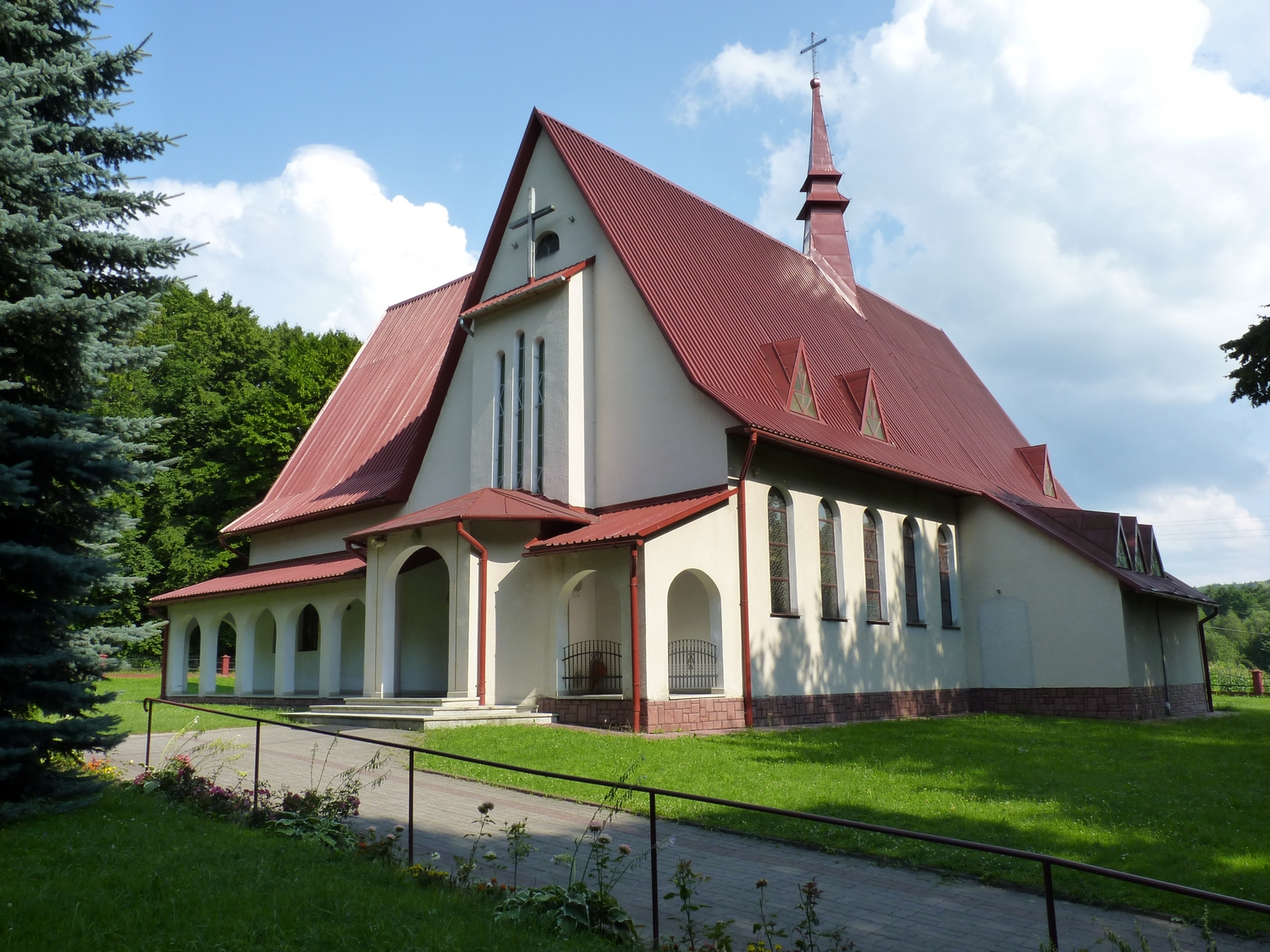
Kościół filialny w Dąbrówce Starzeńskiej
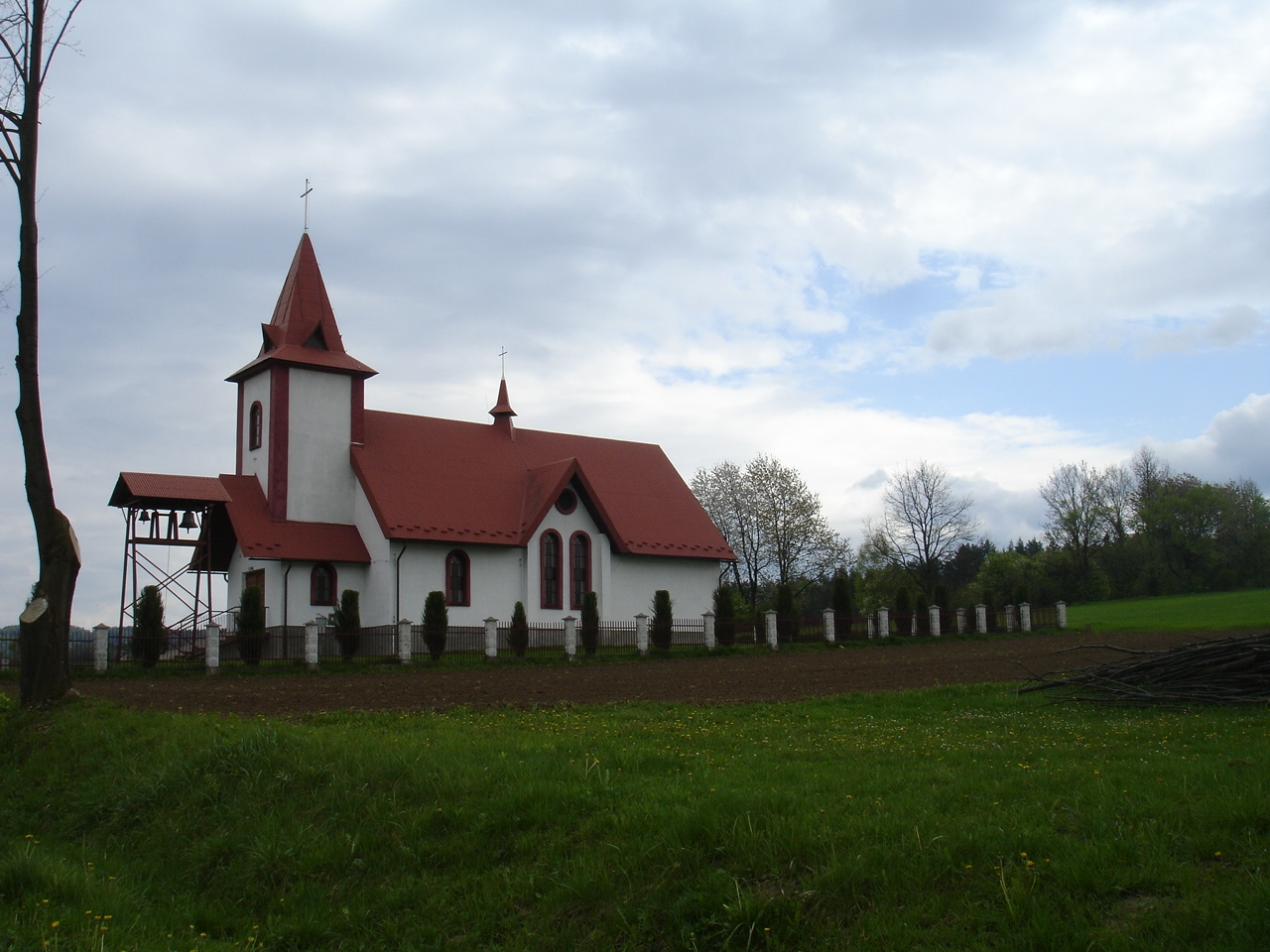
Kościół filialny w Hucie Poręby
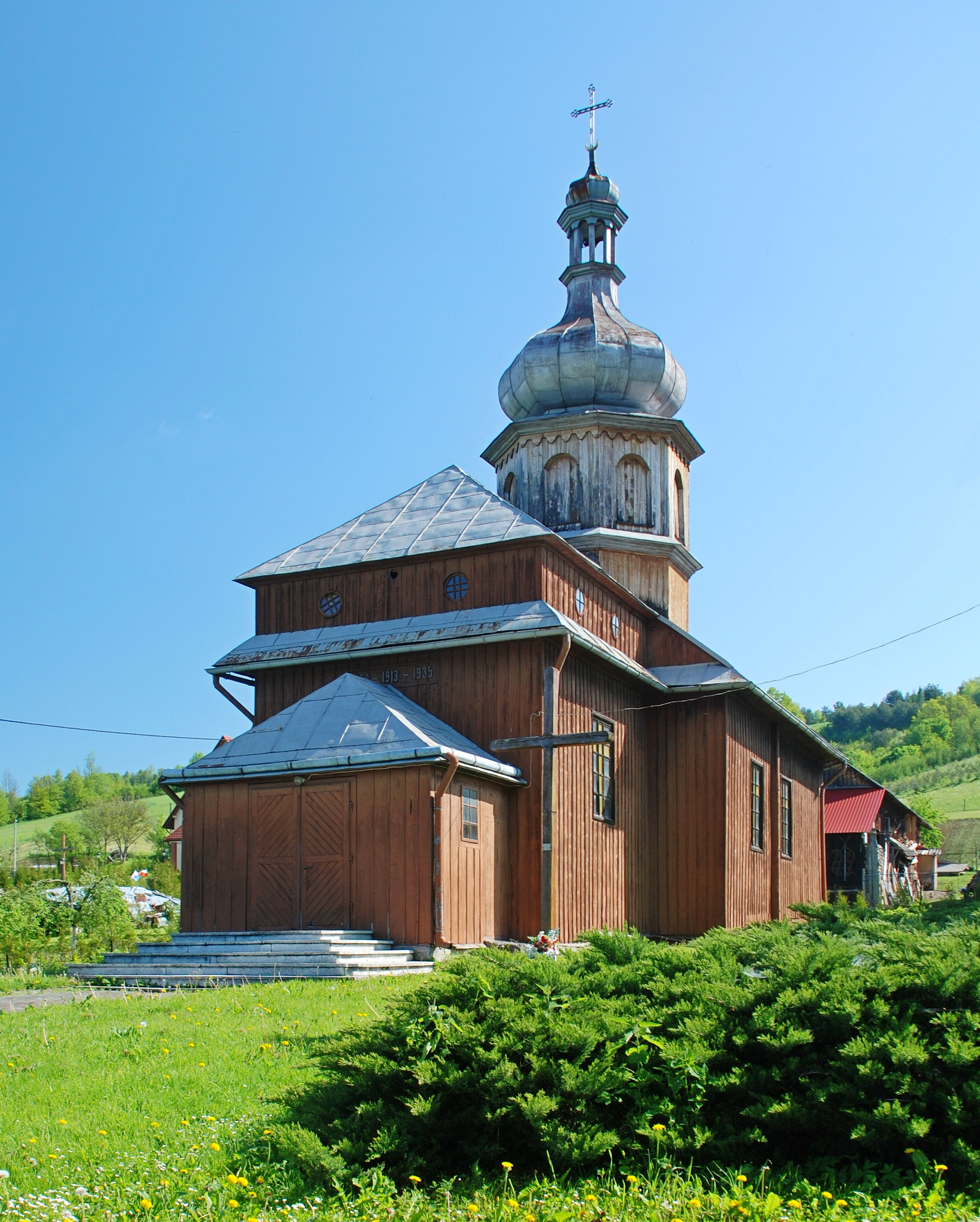
Dawna cerkiew św. Michała Archanioła